# Enterprise (Territoires du Nord-Ouest)
Enterprise est un hameau de la région du Slave Sud dans les Territoires du Nord-Ouest au Canada situé entre le Grand lac des Esclaves et la frontière avec l'Alberta le long de la rivière Hay. Il est situé à un carrefour important entre la route du Mackenzie et la route vers Yellowknife et s'est développé autour de deux stations-services qui s'y sont implantés pour profiter du trafic.

## Population
- 106 (recensement de 2016)[1]
- 99 (recensement de 2011)
- 97 (recensement de 2006)[2]
- 61 (recensement de 2001)

## Climat
| Mois                                  | jan.       | fév.       | mars       | avril    | mai        | juin      | jui.      | août      | sep.       | oct.       | nov.       | déc.       | année           |
| ------------------------------------- | ---------- | ---------- | ---------- | -------- | ---------- | --------- | --------- | --------- | ---------- | ---------- | ---------- | ---------- | --------------- |
| Température minimale moyenne (°C)     | −26,2      | −24,9      | −19,8      | −8,1     | 0          | 7         | 10,9      | 9,5       | 4,1        | −3,2       | −15,4      | −23,1      | −7,4            |
| Température moyenne (°C)              | −21,8      | −19,6      | −13,8      | −2,7     | 5,4        | 12,5      | 16,1      | 14,6      | 8,7        | 0,5        | −11,6      | −18,8      | −2,5            |
| Température maximale moyenne (°C)     | −17,3      | −14,2      | −7,8       | 2,9      | 10,7       | 18        | 21,2      | 19,6      | 13,2       | 4,1        | −7,7       | −14,4      | 2,4             |
| Record de froid (°C) date du record   | −52,2 1906 | −50,6 1906 | −47,2 1929 | −40 1908 | −24,4 1907 | −6,1 1920 | −1,7 1928 | −6,7 1928 | −15,6 1903 | −26,1 1908 | −40,8 1985 | −51,1 1917 | −52,2 23/1/1906 |
| Record de chaleur (°C) date du record | 10,7 1985  | 13,9 1968  | 15,6 1944  | 26 2010  | 33,3 1948  | 34 1989   | 35,6 1906 | 36,7 1981 | 31,7 1901  | 25,6 1923  | 15 1949    | 14,4 1896  | 36,7 9/8/1981   |
| Précipitations (mm)                   | 16,4       | 14,3       | 14,4       | 12,6     | 23,3       | 31,9      | 43        | 58,7      | 44,6       | 35,7       | 24,8       | 16,8       | 336,4           |
| dont neige (cm)                       | 19,2       | 16,9       | 16,4       | 8,7      | 5,2        | 0,1       | 0         | 0         | 1,5        | 19,9       | 30,4       | 20,7       | 138,9           |
| Nombre de jours avec précipitations   | 11,3       | 9,7        | 8,5        | 5        | 8          | 8,8       | 9,9       | 11,3      | 12,2       | 12,6       | 14,2       | 11,4       | 122,8           |
| Humidité relative (%)                 | 69,2       | 66,3       | 61,3       | 60,2     | 55         | 54,4      | 57,6      | 59,9      | 62,5       | 70,6       | 78         | 73,7       | 64              |
| Nombre de jours avec neige            | 12         | 10,1       | 8,7        | 3,7      | 1,8        | 0,1       | 0         | 0         | 0,8        | 8,1        | 14,5       | 12,4       | 72,2            |

| Diagramme climatique                                  |                |               |             |           |         |            |             |             |             |               |                |
| J                                                     | F              | M             | A           | M         | J       | J          | A           | S           | O           | N             | D              |
| −17,3−26,216,4                                        | −14,2−24,914,3 | −7,8−19,814,4 | 2,9−8,112,6 | 10,7023,3 | 18731,9 | 21,210,943 | 19,69,558,7 | 13,24,144,6 | 4,1−3,235,7 | −7,7−15,424,8 | −14,4−23,116,8 |
| Moyennes : • Temp. maxi et mini °C • Précipitation mm |                |               |             |           |         |            |             |             |             |               |                |